# Анна Фройд
Анна Фройд (на немски: Anna Freud) е австрийска и британска психоаналитичка и педиатърка, последното от 6-те деца на Марта и Зигмунд Фройд.
Тя единствена измежду децата на Фройд последва стъпките на баща си, допринася за развитието на психоанализата, основателка е на детската психоанализа. Сравнена с баща си, работата на Анна Фройд подчертава важността на егото, неговата способност да се тренира социално.

## Биография
Анна Фройд е родена на 3 декември 1895 година във Виена, Австро-Унгария. Завършва училище с добър успех и получава свидетелство (1911). Следва педагогика.
Става учителка. Ученичка е на баща си от 1914 година. По време на Първата световна война слуша лекции при своя баща и прави визитации във Виенската университетска психиатрична клиника, ръководена от прочутия Юлиус Вагнер фон Яурег. От 1922 година е член на Виенското психоаналитично общество. През 1924 година е приета в Тайния комитет (Вътрешен кръг на психоанализата), призван да бди за интересите на психоанализата. През 1938 година емигрира заедно с Фройд в Англия, където работи с Дороти Бърлингъм в Хъмпстед Нърсърис – приют за деца, пострадали от войната.
През 1936 година публикува книгата „Азът и механизмите на защитата“ (на български излиза под заглавието „Егото и защитните механизми“). През 1945 година участва активно в създаването на международно списание за детска психоанализа Psychoanalytic study of the Child. Главният ѝ труд излиза през 1965 година под заглавие „Нормалност и патология в детството“, преведен на немски от нея през 1968 година със заглавието „Правилни и погрешни пътища на детското развитие“. Води многобройни курсове, става учебна и контролна аналитичка на цяло поколение детски психолози.
Анна Фройд умира на 8 октомври 1982 година в Лондон. На нея след смъртта ѝ е наречен научно-лечебният Център Ана Фройд на Университетски колеж Лондон, основан от нея заедно с Дороти Бърлингам и Хелън Рос през 1951 година.

## Приноси за психоанализата
Анна се измества от класическата позиция на баща си, която се концентрира върху несъзнателното То (перспектива, която тя намира за ограничаваща) и вместо това набляга на важността на Аз-а, непрестанната борба и конфликти се преживяват от нуждата за отговор на противоречивите желания, нужди, ценности и изискванията на реалността. С това тя установява значението на его функциите и концепцията за защитните механизми.
Фокусирайки се върху изследвания, наблюдение и лечение на деца, Фройд създава група от видни детски аналитици (която включва Ерик Ериксън, Едит Якобсон и Маргарет Малер), които забелязват, че детските симптоми са краен аналог на личностните разстройства сред възрастните и по такъв начин са често свързани със стадиите на развитие. По това време тези идеи са революционни и Анна ни предоставя изчерпателна теория на развитието и концепция за линии на развитието, които комбинират важния модел за нагона на баща ѝ с по-съвременните теории на развитието за обектните взаимоотношения, които наблягат на значението на родителите в процесите на детското развитие.

## Фройд за психоаналитика
| „ | "Скъпи Джон ..., Ти ме попита какво мисля за същностните личностни качества на бъдещия психоаналитик. Отговорът е сравнително лесен. Ако искаш да бъдеш истински психоаналитик, трябва да имаш голяма любов към истината – към научната истина, също както и към личната истина, и трябва да поставиш това разбиране за истината по-високо от всеки дискомфорт при срещата с неприятни факти, независимо дали принадлежат на външния свят или на твоя собствен вътрешен свят. По-нататък мисля, че психоаналитикът трябва да има... интереси... отвъд границите на медицинското поле... във факти, които принадлежат на социологията, религията, литературата [и] историята...; [иначе] неговият поглед върху... пациента ще остане прекалено ограничен. Тази точка съдържа...необходимата подготовка отвъд изискванията направени от кандидатите за психоанализа в институтите. Ти си длъжен да бъдеш голям читател и да се запознаеш с литературата от много страни и култури. Във великите литературни фигури ще намериш хора, които знаят поне толкова за човешката природа, колкото психиатрите и психолозите се опитват да намерят. Отговори ли това на твоя въпрос? | “ |